# Havet (motorgalease)
 For alternative betydninger, se Havet. (Se også artikler, som begynder med Havet)
Havet er en topsejl-galease, der blev bygget i 1953-54 på Holbæk Skibs- og Baadebyggeri. Skibet bruges nu til arrangementer for firmaer og private. Havet af Assens er Danmarks sidst byggede lastskib af træ.

## Skibet
Skibet blev bestilt i 1953, muligvis af Kongelige Grønlandske Handel Leveret 1954 til partsrederi i Odense, med navnet Edv. Hansen. Bygget af eg med bøg under vandlinien, nu er skroget næsten udelukkende eg på eg. Master og bomme er i lærk og fyr. Oprindeligt rigget som jagt, senere ændret til galease med ca. 600 m² sejl, heraf storsejlet 138 m². Havets skrog og klædning er oprindelig konstrueret i eg og bøg. Efterhånden er bøgeplankerne udskiftet med eg. Master og bomme er i lærk og fyr, storbom og mesanbom dog fyr.
Skibet var sandsynligvis bygget til fart på Grønland, men den kom aldrig derop. I stedet sejlede skibet som coaster i Skandinavien samt på Østersøen.
1977 blev Havet forsynet med den nuværende rig (topsejls-galease) samt om-registreret til passagerfart. Havet fungerede i de følgende år som lejrskoleskib fra København. På Ebbes Bådebyggeri i Marstal blev skibet i 1990 ombygget under dæk til den nuværende indretning som sejlende restaurant og hotel. Det tidligere lastrum blev kabys, salon med restaurant, seks dobbeltværelser med eget brus/toilet, styrmandskammer m. eget brus/toilet, vaskerum og personaletoilet, samt to køjer.
Fra 2003 til 2017 har Havet været drevet af Alice og Henning Breindahl Sørensen som charterskib på fuld tid. Denne drift fortsætter under den nye ejer Mikael Grønlykke, chokolade-virksomheden Summerbird.
Med sin vægt på 320 tons er Havet et af de største, aktive træskibe bevaret i den danske sejlskibsflåde. Havet er er cirka på størrelse med f.eks. de tremastede skonnerter Fulton af Marstal og Fylla af Svendborg.
D. 29/7-2022 synker Havet i Marstal havn. Formentlig efter års manglende vedligehold.
I 2023 påbegyndtes ophugning af Havet.
Havets data: Længde 29,6 m (overalt 37,5 m), bredde 7 m, tonnage 122 bruttoregisterton, stormast-højde 25,5 m, max. sejlføring 600 kvm heraf storsejl 138 kvm. Motor: 12 cyl. Mercedes diesel (1997) 470 hk.
Syv kahytter - alle med toilet og bad - med plads til i alt 12 overnattende gæster. På dagture: 46 personer. 

## Vigtige begivenheder
- 1954: Leveret til partsrederi i Odense, bestyret af kaptajn Rasmus Edvard Hansen.
- 1956: Hjemsted ændret til Aalborg.
- 1959: Solgt til kaptajn Ludvig Karl Henriksen, Skagen og omdøbt til Havet. Samme dag (22-06-1958) videresolgt til speditør Henrik Dahl Hansen, København.[2]
- 1971: Solgt til partrederi i Kastrup, bestyret af fiskehandler Christian Kanstrup Hansen.
- 1975: Solgt til kaptajn Alfredo Jensen, Grenå.
- 1976: Solgt til Foreningen Socialt Boligbyggeri, København. Registreret som passagerskib.
- 1991: Solgt til arkitekt Tonny Kjerrumgaard Rasmussen, Kerteminde. Registreret med hjemsted i Marstal.
- 1995: Solgt til Sabrina Charter ApS, Allerød, hjemsted Helsingør.[3]
- 2003: Solgt til Maritim Charter ApS, Assens, ved Henning og Alice Breindahl Sørensen.[4]
- 2017: Solgt til direktør Mikael Grønlykke, chokoladefabrikken Summerbird, Assens
- 29 juli 2022 synker Havet i Marstal havn, formentlig efter års dårlig vedligehold
- 2023: påbegyndt ophugning da ejer ikke formår at få den renoveret efter den har været under vand

## Eksterne links
- Skibets hjemmeside Arkiveret 31. januar 2015 hos  Wayback Machine
- Artikel og video

- Betalingsartikel og video om hævningen (Webside ikke længere tilgængelig)